# إريك تيت
إريك تيت (بالإنجليزية: Eric Tait)‏ هو مدرب كرة قدم ولاعب كرة قدم بريطاني، ولد في 17 يونيو 1951. لعب مع بيرويك راينجرز.